# Achim Tüttenberg
Achim Tüttenberg (* 26. Juli 1959 in Troisdorf im Rhein-Sieg-Kreis) ist ein Politiker der SPD und war zwischen 2005 und 2010 sowie von 2012 bis 2017 Abgeordneter für den Rhein-Sieg-Kreis im Landtag von Nordrhein-Westfalen.

## Leben
Tüttenberg studierte nach dem Abitur Jura in Bonn. 1976 trat er in die SPD ein. 1990 wurde er hauptamtlicher Geschäftsführer der SPD im Rhein-Sieg-Kreis. In dieser Funktion war er zuständig für die Koordinierung der SPD in den 19 Städten und Gemeinden des Kreises.
Von 1979 bis 1989 und seit 1994 ist er Mitglied des Rates der Stadt Troisdorf. Zuletzt wurde er 2020 mit über 62,7 % im Wahlbezirk Altenrath wiedergewählt. Seit 1989 ist Tüttenberg außerdem Mitglied des Kreistages des Rhein-Rhein-Sieg. 1999 wurde Achim Tüttenberg zum stellvertretenden Landrat des Rhein-Sieg-Kreises gewählt. Diese Funktion bekleidete er bis 2009. Als Mitglied des Kreistages ist er im Ausschuss für regionale Wirtschafts- und Strukturförderung tätig. Bei der Kommunalwahl 2009 trat Tüttenberg als Kandidat für das Amt des Landrates im Rhein-Sieg-Kreis gegen den Amtsinhaber Frithjof Kühn an, gewann die Wahl mit 28,3 % der abgegebenen Stimmen jedoch nicht.
Von 1994 bis 2004 vertrat er die SPD als Mitglied in der Rheinischen Landschaftsversammlung (LVR). Von 2001 bis 2019 war Tüttenberg Mitglied des Regionalrates des Regierungsbezirks Köln.
Seit der Landtagswahl am 22. Mai 2005 war Tüttenberg Mitglied des Landtages des Landes Nordrhein-Westfalen und Mitglied im Ausschuss für Bauen und Verkehr sowie im Sportausschuss. Bei der Wahl 2010 zog er nicht wieder in den Landtag ein. Bei der Landtagswahl 2012 gewann er als Direktkandidat den Landtagswahlkreis Rhein-Sieg-Kreis IV. Er saß dem Ausschuss für Haushaltskontrolle vor und war ordentliches Mitglied im Ausschuss für Bauen, Wohnen, Stadtentwicklung und Verkehr. Dem 2017 gewählten Landtag gehört er nicht mehr an.
Tüttenberg ist verheiratet, hat zwei Kinder und lebt in Altenrath, einem Stadtteil von Troisdorf, dessen Ortsvorsteher er ist.